# Alfredo Balloni
Alfredo Balloni (né le 20 septembre 1989 à Rome) est un coureur cycliste italien.

## Biographie
Champion d'Italie sur route en catégorie cadets en 2005, Alfredo Balloni remporte ce titre en catégorie junior en 2006 et 2007. En 2008, il remporte une étape et termine troisième de la Coupe des nations Ville Saguenay, une manche de la Coupe des Nations espoirs. En 2009, il gagne le champion d'Italie du contre-la-montre espoirs, en battant Adriano Malori, tenant du titre et champion du monde et d'Europe de la discipline. Il gagne également le Trophée Matteotti espoirs. Il participe aux championnats du monde sur route, et y prend la sixième place du contre-la-montre des moins de 23 ans, à 39 secondes du vainqueur Jack Bobridge et 2 secondes derrière Malori.
En 2010, il est recruté par l'équipe professionnelle Lampre-Farnese Vini en même temps qu'Adriano Malori.

## Palmarès
- 2005
  -  Champion d'Italie sur route cadets
- 2006
  -  Champion d'Italie sur route juniors
  - 3e du championnat d'Italie du contre-la-montre juniors
  - 7e du championnat du monde sur route juniors
- 2007
  -  Champion d'Italie sur route juniors
  - 2e du Tour de Toscane juniors
  - 6e du championnat du monde sur route juniors
- 2008
  - 3e étape de la Coupe des nations Ville Saguenay
  - Coppa Ciuffenna
  - 3e de la Coupe des nations Ville Saguenay
  - 3e de la Coppa in Fiera San Salvatore
- 2009
  -  Champion d'Italie du contre-la-montre espoirs
  - Trophée Matteotti espoirs
  - 2e du championnat d'Italie sur route espoirs
  - 2e du Grand Prix de la ville de Felino
  - 2e de la Ruota d'Oro
  - 3e du Giro Pesche Nettarine di Romagna
  - 6e du championnat du monde contre-la-montre espoirs
- 2015
  - 2e étape du Johnson City Omnium (contre-la-montre)

## Résultats sur les grands tours

### Tour d'Italie
- 2012 : non-partant (19e étape)

## Classements mondiaux
| Année            | 2008 | 2009 | 2010 | 2011 | 2012 | 2013 |
| ---------------- | ---- | ---- | ---- | ---- | ---- | ---- |
| UCI America Tour | 134e |      |      |      |      |      |
| UCI Asia Tour    |      |      |      |      | 217e |      |
| UCI Europe Tour  |      | 247e |      |      | 932e | 679e |